# مرودشت
مرودشت هي مدينة إيرانية تقع في القسم المركزي من مقاطعة مرودشت في محافظة فارس. حسب إحصاءات المركز الرسمي للإحصاءات الإيرانية في 2006 كان يسكن مريوان 123858 شخص.